# Corte Centroamericana de Justicia

Bandera de la organización.

La Corte Centroamericana de Justicia (CCJ) es el órgano judicial principal y permanente del "Sistema de la Integración Centroamericana". Inició sus funciones el 12 de octubre de 1994 en el Reparto Bolonia n.º 1804 de la ciudad de Managua, ciudad que ya es su sede permanente. Los países miembros de este organismo son Belice, El Salvador, Guatemala, Honduras, Nicaragua, Panamá y República Dominicana.

## Carácter de la Corte
La Corte Centroamericana de Justicia, ubicada en la ciudad de Managua es el órgano judicial del sistema de integración centroamericana. La jurisdicción y competencia regional de la corte son de carácter obligatorio para los Estados. La Normativa Jurídica de La Corte Centroamericana de Justicia, forma parte del derecho comunitario Centroamericano. Fue creado en la interpretación y ejecución del Protocolo de Tegucigalpa a la Carta de la Organización de los Estados Centroamericanos (ODECA) y sus instrumentos complementarios o actos derivados del mismo. El Protocolo de Tegucigalpa crea La Corte Centroamericana de Justicia en el artículo 12, y además remite a su Estatuto para regular la integración, funcionamiento y atribuciones de ese Órgano Judicial Supranacional.
En el Convenio de Estatuto de la Corte se amplían sus facultades y competencia y se la convierte además en Tribunal Internacional, en Tribunal de Arbitraje, Tribunal de Consulta y (con algunas restricciones) en Tribunal Constitucional. El artículo 1 del referido Convenio de Estatuto establece que ésta queda constituida y funcionará conforme a las disposiciones de dicho Estatuto, Ordenanza, Reglamentos y Resoluciones que emita ella misma.
Costa Rica y Guatemala no son parte del convenio constitutivo de la Corte Centroamericana de Justicia. Guatemala forma ya parte  de la CCJ 2008. Instrumento de ratificación del Estatuto de la Corte depositado ante la SGG-SICA el 20 de febrero de 2008.
Hasta el momento los conflictos entre la Corte regional y las altas cortes nacionales han sido uno de los obstáculos principales a la ejecución de sus decisiones a nivel nacional
Hay que aclarar que Guatemala en el año 2008 finalizó el proceso de integración a la Corte Centroamericana de Justicia, quedando pendiente solamente Panamá, República Dominicana y Costa Rica.

## Antecedentes
El 22 de noviembre de 1824, en la ciudad de Guatemala, se suscribió la Constitución de la República Federal de Centroamérica. Firmaron los estados de Costa Rica, Nicaragua, Honduras, El Salvador y Guatemala. En esta constitución, surge el primer tribunal centroamericano de justicia, bajo el nombre de Corte Suprema de Justicia, que desapareció al disolverse la Federación regional entre 1838 y 1840. Hubo dos intentos federalistas más, ambos efímeros, en 1898 y 1921-1922.
En el Pacto de Corinto de (1902) se estableció un tribunal de arbitraje centroamericano, que no llegó a conocer caso alguno y fue disuelto prematuramente.
En 1907, al negociarse los tratados centroamericanos que llevaron a la formación del primer sistema Washington, se acordó establecer, a propuesta de la delegación costarricense, una Corte de Justicia Centroamericana, integrada por cinco Magistrados propietarios, designados por cada uno de los cinco países centroamericanos. Como sede de la Corte fue escogida la ciudad de Cartago (Costa Rica), donde se inauguró el alto tribunal en 1908. Años después se trasladó a San José.
La Corte de Cartago fue el primer tribunal internacional permanente y también el primer tribunal internacional de Derechos Humanos de la historia mundial. Conoció varios casos importantes y logró adquirir prestigio, pero en 1917 Nicaragua se retiró del tribunal y en 1918 su convenio constitutivo caducó, sin que hubiese sido posible renegociar su renovación. Con ello se disolvió la Corte de Justicia Centroamericana.

## Magistrados de la CCJ (2016-2026)
| Orden                     | Miembro                           | Estado representado | Inicio                | Final              | Cargos previos |
| ------------------------- | --------------------------------- | ------------------- | --------------------- | ------------------ | --- |
| Magistrado presidente     | César Ernesto Salazar Grande      | El Salvador         | 1 de enero de 2016    | 1 de enero de 2026 | Asesor legal de la Secretaría General del Sistema de Integración Centroamericana                                                           |
| Magistrado vicepresidente | Óscar Fernando Chinchilla Banegas | Honduras            | 1 de enero de 2016    | 1 de enero de 2026 | Juez, magistrado de la Corte Suprema de Justicia de Honduras, Fiscal general de Honduras                                                   |
| Magistrado                | Carlos Antonio Guerra Gallardo    | Nicaragua           | 1 de enero de 2016    | 1 de enero de 2026 | Magistrado de la Corte Suprema de Justicia de Nicaragua, Diputado de la Asamblea Nacional de Nicaragua                                     |
| Magistrada                | Silvia Isabel Rosales Bolaños     | Nicaragua           | 1 de enero de 2016    | 1 de enero de 2026 | Magistrada de la Corte Centroamericana de Justicia                                                                                         |
| Magistrada                | Gloria Guadalupe Oquelí Solórzano | Honduras            | 31 de octubre de 2024 | 1 de enero de 2026 | Diputada del Congreso Nacional de Honduras, Diputada del Parlamento Centroamericano                                                        |
| Magistrado                | Edgar Hernán Varela Alas          | El Salvador         | 1 de enero de 2016    | 1 de enero de 2026 | Embajador de El Salvador ante la Unión Europea, Embajador de El Salvador en Países Bajos, Embajador de El Salvador en Bélgica y Luxemburgo |